# 大山平一郎
大山 平一郎（おおやま へいいちろう、1947年7月31日 - ）は、日本の指揮者、ヴィオリスト、室内楽奏者、教育者。
現在、ながさき音楽祭音楽監督。米国のサンタバーバラ室内管弦楽団音楽監督兼常任指揮者。シャネル・ピグマリオン・デイズ・コンサート・シリーズ（CHANEL Pygmalion Days Special Concert Series）アーティスティック・ディレクター。および、ザ・チェンバー・プレイヤーズ（The Chamber Players）メンバー。

## 略歴
博多出身の両親のもと、京都府に生まれる。父・平四郎は石庭の研究を志し、戦後京都へ住みはじめる。復活幼稚園、ノートルダム学院小学校（第一期生）、京都市立烏丸中学校に進学するかたわら、5歳からヴァイオリンを中心に音楽教育を受ける。桐朋学園女子高等学校音楽科（共学）、桐朋学園大学音楽学部を卒業後、1968年より英国ギルドホール音楽演劇学校、1970年より米国インディアナ大学にてさらなる研鑽を積む。

## ヴィオラ奏者活動
5歳よりヴァイオリンの最初の手ほどきを受ける。その後、シスター・メリー・ポーロ、兎束達雄、古武、山田宗二郎、東儀祐二、鷲見三郎にヴァイオリンを師事。全日本学生音楽コンクール西日本地区の小学校、中学校の部門で入賞。桐朋女子高等学校音楽科で江藤俊哉、斎藤秀雄に、桐朋学園大学音楽学部で鷲見三郎に師事。1966年、日本音楽コンクールヴァイオリン部門で入賞。
1968年、英国に渡り、イフラ・ニーマン、ウィリアム・プリース、サーストン・ダートに学び、ギルドホール音楽演劇学校を卒業。この間BBCベートーヴェン・室内楽コンクール、カール・フレッシュ国際ヴァイオリン・コンクールに入賞。英国領事館音楽奨学金を日本人として初めて受賞。2年間ダートの指揮する“古楽器スタイル・アンサンブル”のリーダーを務める。
1970年には米国インディアナ大学でウィリアム・プリムローズ、ルッジェーロ・リッチ、ジョーゼフ・ギンゴールド、ヤーノシュ・シュタルケル、メナヘム・プレスラーに師事。インディアナ大学コンクールではヴァイオリン、ヴィオラ両部門で同時優勝を果たした。当大学で2年間の研修の後、客員講師としてヴァイオリンとヴィオラの指導をする。
1972年、ルドルフ・ゼルキンが音楽監督を務める「マルボロ音楽祭」に、プリムローズの推薦でヴィオリストとして参加。同音楽祭には1973年・1975年・1976年にも招待され、“Music from Marlboro”のメンバーとして5回の全米演奏旅行に参加している。この後、多くの国際音楽祭に招待され、著名な音楽家とも共演する。
1973年、カリフォルニア大学サンタクルーズ校助教授に就任、翌年、全米の音楽登竜門であるヤング・コンサート・アーティスト賞（YCA）を受賞。この受賞で5年間、ヤング・コンサート・マネージメントのメンバーとして室内楽・ソロ・リサイタル活動に専念。
1979年に、カルロ・マリア・ジュリーニが率いるロサンジェルス・フィルハーモニックの首席ヴィオラ奏者に任命される。アメリカのトップメジャー・オーケストラ史において、東洋人として初となった首席器楽奏者契約は、その後13年間に渡って継続された。同時期に指揮者としての活動も開始するが、ヴィオリスト、室内楽奏者としての活動も引き続き行っている。1990年にはアンドレ・プレヴィンらと共に、モーツァルトの弦楽四重奏曲のレコーディングをRCAで行った。現在、「ザ・チェンバーズ・プレイヤーズ」（The Chamber Players） の一員でもある。

## 指揮者活動
1981年、米国にてヴァイオリン・ヴィオラ奏者として活動するかたわら、チョン・ミョンフン（当時ロサンジェルス・フィルハーモニック副指揮者）の推薦でクロスロード学校弦楽合奏団の指揮者となり、本格的に指揮活動を始める。同合奏団において以後12年間指導を行い、米国演奏界の最前線を担う人材を多数輩出、教育者としても高い評価を受ける。1982年にサンタバーバラ室内管弦楽団、1985年にはノースウエスト室内管弦楽団の音楽監督兼指揮者、1986年にはラホイヤ室内楽音楽祭の芸術監督に就任。同年、ロサンジェルス・フィルハーモニックを指揮、翌年アンドレ・プレヴィンに同楽団の副指揮者に任命され、定期コンサート、ハリウッド・ボウル公演、青少年ロサンジェルス・フィルハーモニック夏季トレーニング・オーケストラを指揮する。
1990年にはリヨン歌劇場管弦楽団（フランス）、ロイヤル・フィルハーモニー管弦楽団（イギリス）を指揮してヨーロッパデビューを果たし、翌1991年には京都市交響楽団を指揮して日本デビューを飾った。以降、客演指揮者として世界各国のオーケストラと共演を重ねる。
1991年には、ロサンジェルス日米交響楽団の音楽監督兼指揮者に就任、翌年には同交響楽団と日本演奏旅行をする。1992年にはサンタフェ室内音楽祭の芸術監督に、また1993年には、ニューヨーク州のカユガ室内オーケストラの指揮者兼音楽監督に就任する。1999年から5年間九州交響楽団の常任指揮者、2004年から2008年まで大阪シンフォニカー交響楽団ミュージック・アドバイザーおよび首席指揮者を歴任した。
レコーディングはこれまでに、コロムビア、フィリップス、ノンサッチ、RCA、ステレオ・ファイルで録音を行っている。日本エヴィカで、日本ピアノ界の重鎮であった園田高弘と共演、九州交響楽団を指揮してのベートーヴェンのピアノ協奏曲全集とブラームスのピアノ協奏曲1番を録音した。
2005年に福岡市文化賞を受賞。2008年には、首席指揮者を務めた大阪シンフォニカー交響楽団が第62回文化庁芸術祭優秀賞を受賞。
現在、米国のサンタバーバラ室内管弦楽団の音楽監督兼常任指揮者を務める。また、シャネル・ネクサス・ホールで行われている若手音楽家の支援活動「シャネル・ピグマリオン・デイズ」（CHANEL Pygmalion Days）のアーティスティック・ディレクター、若手音楽家育成などを目的とした「ながさき音楽祭」の音楽監督など、若手の育成にも力を入れている。

## 主な参加音楽祭
- カザルス・フェスティバル
- ブレッシャ・ベルガモ音楽祭（イタリア）
- クフモ国際音楽祭（フィンランド）
- 沖縄ムーン・ビーチ音楽祭
- キャラモアー室内楽音楽祭
- 室内楽ノースウェスト
- サンタフェ室内楽音楽祭
- サラソタ音楽祭

## 主な共演者

### 個人
- チョン・ミョンフン
- リン・ハレル
- ギドン・クレーメル
- ラドゥ・ルプー
- ミッシャ・マイスキー
- アンドレ・プレヴィン
- アイザック・スターン
- ピンカス・ズーカーマン
- ジェシー・ノーマン
- 今井信子
- 岩崎洸
- 園田高弘
- 竹澤恭子
- 豊嶋泰嗣

### 団体
- リヨン歌劇場管弦楽団
- ロイヤル・フィルハーモニー管弦楽団
- ボルティモア交響楽団
- ブランデンブルク交響楽団
- ハレ管弦楽団
- ロサンジェルス室内管弦楽団
- ニュー・メキシコ交響楽団
- ニューヨーク室内交響楽団
- サンフランシスコ交響楽団
- サンディエゴ交響楽団
- 京都市交響楽団
- 読売日本交響楽団
- 新日本フィルハーモニー交響楽団
- 東京都交響楽団
- 札幌交響楽団
- ミルウォーキー室内管弦楽団
- オハイオ室内管弦楽団
- ロイヤルアカデミー・シンフォニエッタ

ほか

## 指揮活動、音楽監督など
- ロサンジェルス・フィルハーモニック （室内楽ディレクター、1980年 - 1986年 / 副指揮者、1987年 - 1990年）
- ラウンドトップ音楽祭（首席指揮者、1982年 - 1994年）
- サンタバーバラ室内管弦合奏団（音楽監督兼常任指揮者、1982年 - ）
- ノースウエスト室内管弦合奏団（音楽監督兼常任指揮者、1985年 - 1988年）
- ラホイヤ音楽祭（芸術監督、1986年 - 1997年）
- ロサンジェルス日米交響楽団（音楽監督兼常任指揮者、1991年 - 2000年）
- サンタフェ室内音楽祭（芸術監督、1992年 - 1997年）
- カユガ室内管弦楽団（音楽監督兼常任指揮者、1994 - 1998年）
- 九州交響楽団（常任指揮者、1999年 - 2004年）
- 大阪シンフォニカー交響楽団（音楽顧問・首席指揮者、2004年 - 2008年）
- 長崎新人発表演奏会（審査委員長、2005年 - ）
- シャネル・ピグマリオン・デイズ・コンサート・シリーズ（アーティスティック・ディレクター、2005年 - ）
- ながさき音楽祭（音楽監督、2007年 - ）

## ヴィオラ奏者活動
- マールボロ音楽祭（ヴィオラ奏者、1972年・1973年・1975年・1976年）
- サンタフェ室内楽音楽祭（ヴィオラ奏者、1977年 - 1985年）
- ロサンジェルス・フィルハーモニック（首席ヴィオラ奏者、1979年 - 1984年 / 1985年 - 1991年）

## 教育活動
- インディアナ大学（客演講師、1972年）
- カリフォルニア大学サンタクルーズ校（助教授・準教授、1973年 - 1981年 / 教授、1981年 - 2002年）
- クロスロード学校（室内合奏団主任、1981年 - 1992年）

## その他音楽活動
- チェンバー・ミュージック・アメリカ（理事、1978年 - 1980年）
- ウォルト・ディズニー・コンサートホール 音響設計者選考委員会（選考委員、1986年）
- カリフォルニア州文化芸術省（評議委員、1991年・1992年）
- カリフォルニア州知事 特別芸術委員会（評議委員、1992年・1993年）
- 福岡市文化芸術振興財団（理事、2003年7月 - ）
- 長崎県文化団体協議会 長崎県新人発表演奏会（推進委員会委員・審査委員長、2004年9月 - ）
- アクロス福岡（顧問、2005年4月 - 2006年10月）

## 受賞歴
- 全日本学生音楽コンクール 大阪大会小学校の部 入賞（1958年・1959年）
- 全日本学生音楽コンクール 大阪大会中学校の部 入賞（1961年）
- 日本音楽コンクール 入賞（1966年）
- カール・フレッシュ国際ヴァイオリン・コンクール 入賞（イギリス、1968年）
- BBCベートーヴェン室内楽コンクール 入賞（イギリス、1967年）
- インディアナ大学音楽コンクール ヴァイオリン・ヴィオラ 優勝　1971
- ヤング・コンサート・アーティスト国際オーディション 入賞（ニューヨーク、1973年）
- 福岡市文化賞（2005年10月）
- 第62回文化庁芸術祭 音楽部門 優秀賞（2008年1月）

## レビュー
- 「大山平一郎のプログラムは感覚と感受性のモデルとなるだろう。彼は、慣れ親しんだ曲に新しい命を吹き込む方法を知っており、ホールにいた人々はあたかも初めて聴いた曲であるかのように指揮をする。」 -- サンタバーバラ・ニュースプレス紙
- 「コンサートは、大山平一郎によって、独特な活力と優美をもたらされた。」 -- サンタバーバラ・インディペンデント紙